# Грибинец, Александр Сергеевич

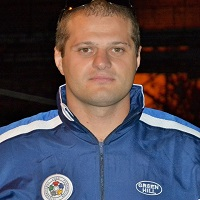
Judoka Alexander Gribinets

Грибинец Александр Сергеевич (род. 12 ноября 1982,
Лельчицы, БССР) - белорусский дзюдоист,  с 2005 выступавший  в полутяжелом весе (-81 кг) за Венский клуб Самурай.   В 2009 году представлял национальную сборную Мальты. В дзюдо пришёл в возрасте 14 лет, перейдя из борьбы самбо, и начал тренироваться под руководством заслуженного тренера СССР, известного дзюдоиста и самбиста Вячеслава Григорьевича Пашкова. Является многократным победителем и призёром международных соревнований. В 2013 году окончил Белорусский Государственный Университет Физической Культуры. 
| Клубные Результаты | Австрия, Мальта                         |  |
| СПОРТ              | ДЗЮДО                                   |  |
| ------------------ | --------------------------------------- |  |
| Золото             | Кубок Австрии 2005                      |  |
| Бронза             | Международный Турнир А класса Вена 2006 |  |
| Золото             | Чемпионат Мальты 2009                   |  |
| Серебро            | Международный Турнир Мальта 2010        |  |